# Ansa de Polilles
L'Ansa de Polilles és una cala del terme comunal de Portvendres, a la comarca del Rosselló).
És a la zona sud-est del terme de Portvendres, just a migdia de la Platja de Bernardí. És el lloc on el Rec de Cosprons s'aboca en la Mediterrània.
En aquesta platja hi havia hagut una important indústria basada en la fabricació d'explosius, reconvertida actualment en centre d'esplai i cultural.
La seva platja fa quasi 400 metres de longitud, amb una amplada màxima d'uns 25 metres.